# Marce di Johann Strauss (figlio)
Questo è un elenco non completo delle marce scritte dal compositore austriaco Johann Strauss (figlio).
- Patrioten Marsch op. 8 Marcia dei Patrioti (1845)
- Austria op. 20 (1846)
- Fest op. 49 (1847)
- Revolutions-Marsch, op. 54 Marcia della Rivoluzione (1848)
- Studenten-Marsch op. 56 Marcia degli studenti (1848)
- Brünner Natinalgarde op. 58 Guardia nazionale di Brno (1848)
- Kaiser Franz Josef op. 67 Imperatore Francesco Giuseppe (1849)
- Triumph Marsch op. 69 Marcia del trionfo (1850)
- Wiener Garnison op. 77 Guarnigione viennese (1850)
- Ottinger Reiter op. 83 (1850)
- Kaiser-Jäger op. 93 (1851)
- Viribus Unitis op. 96 (1851)
- Grossfürsten op. 107 Marcia dei Granduchi (1852)
- Sachsen-Kürassier op. 113 (1852)
- Wiener Jubel-Gruss op. 115 (1852)
- Kaiser Franz Josef I, Rettungs-Jubel Marsch op. 126 Marcia di giubilo per la salvezza dell'imperatore Francesco Giuseppe I (1853)
- Caroussel Marsch op. 133 (1853)
- Kron Marsch op. 139 (1853)
- Erzherzog Wilherlm Genesungs op. 149 (1854)
- Napoleon-Marsch op. 156 marcia di Napoleone (1854)
- Alliance op. 158 (1854)
- Krönungs Marsch op. 183 (1856)
- Fürst Bariatinsky op. 212 Principe Bariatinsky (1858)
- Deutscher Kriegermarsch op. 284 Marcia dei guerrieri tedeschi (1864)
- Verbrüderungs op. 287 (1864)
- Persischer-Marsch op.289 Marcia Persiana (1864)
- Egyptischer-Marsch op. 335 Marcia Egizia (1869)
- Indigo-Marsch op. 349 Marcia di Indigo (1871)
- Russischer Marsch-Fantasie op. 353 Fantasia di Marce russe (1872)
- Hoch Osterreich! op. 371 Evviva Austria! (1875)
- Jubelfest-Marsch op. 396 (1881)
- Der Lustige Krieg Marsch op. 397 Marcia dall'operetta "La bella guerra" (1882)
- Matador op. 406 (1883)
- Habsburg Hoch! op.408 Salute Asburgo (1883)
- Russischer Marsch op. 426 Marcia Russa (1886)
- Freiwillige vor! Volontari al fronte! (1887)
- Reiter Marsch op. 428 Marcia dei cavalieri (1888)
- Spanischer Marsch op. 433 Marcia Spagnola (1888)
- Fest Marsch op. 452 (1893)
- Zivio! Marsch op. 456 Salute! (1894)
- Es war so wunderschön op. 467 (1896) È stato così meraviglioso
- Deutschmeister Jubiläumsmarsch op. 470
- Auf's Korn! Bundesschützen-Marsch op. 478 Nel mirino! Marcia per il tiro a segno